# Extrusió (geologia)

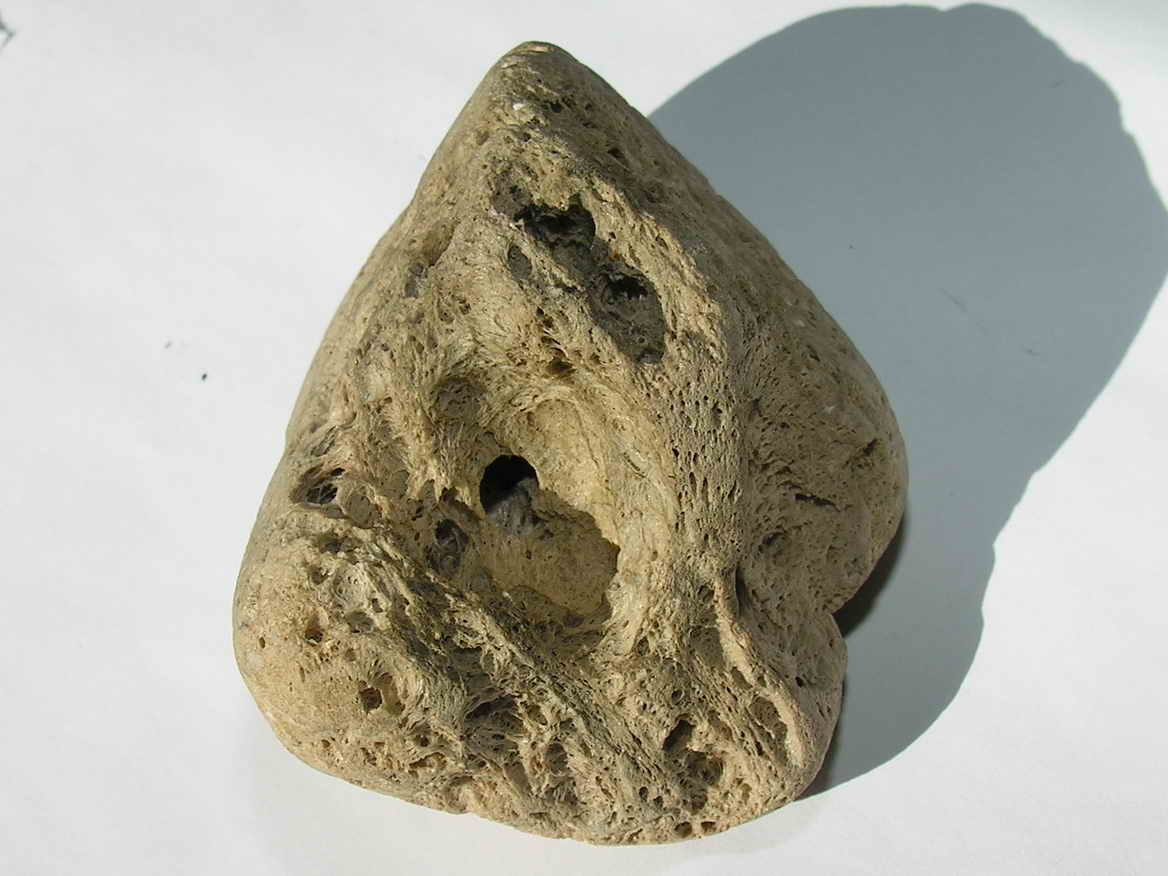
La pedra tosca és una de les roques extrusives

L'extrusió és el «procés de sortida de les roques subjacents, en estat de fusió, a través dels aparells volcànics. La solidificació d’aquests materials és molt ràpida en contacte amb l’aire i origina unes roques amb una estructura particular». És la formació de roquesvolcàniques efusives o vulcanites en les quals el magma calent de l'interior de la Terra flueix cap enfora (per extrusió). És a dir, roca magmàtica que s'ha consolidat a la superfície terrestre, subaèria o subaquàtica, com a conseqüència d’una extrusió. L'efecte es produeix fluint com a lava o explotant violentament dins l'atmosfera terrestre per caure com roca piroclàstica o tova volcànica. Això s'oposa a la formació intrusiva de les roques, en la qual el magma no arriba a la superfície. El principal efecte de l'extrusió és que el magma es refreda molt més de pressa, ja sigui a l'aire lliure o sota l'aigua, i disminueix el creixement dels cristalls. Sovint una porció residual de la matriu no pot cristal·litzar, passant a ser vidre natural intersticial o obsidiana. Sí el magma conté components volàtils abundants que s'alliberen com gas lliure, aleshores pot refredar-se amb vesícules grans o petites, com en la pedra tosca, l'escòria o el basalt.
En vulcanologia, també s'anomena extrusió el procés d’emissió de laves i materials de projecció des d'una boca eruptiva.
En vulcanisme i geomorfologia volcànica s'empra el mot extrusió per a designar el «massís de roca magmàtica que ha estat format en estat pastós o quasi sòlid i que s'ha consolidat en l’aire lliure, a sota l’aigua, sense escolar-s'hi o projectar-s'hi». En general, en resulta una agulla o un dom.
En diapirisme (tectònica: geologia estructural), una extrusió fa referència a la «roca incompetent, argiles, evaporites, etc., quan travessen les capes envoltants o suprajacents i atenyen la superfície topogràfica o una superfície antiga». També a l'«efecte d'emergir a la superfície topogràfica un banc de roca competent negat dins una sèrie argilosa per efecte del plegament».